# Azhikode North
Azhikode North là một thị trấn thống kê (census town) của quận Kannur thuộc bang Kerala, Ấn Độ.

## Nhân khẩu
Theo điều tra dân số năm 2001 của Ấn Độ, Azhikode North có dân số 22.001 người. Phái nam chiếm 50% tổng số dân và phái nữ chiếm 50%. Azhikode North có tỷ lệ 84% biết đọc biết viết, cao hơn tỷ lệ trung bình toàn quốc là 59,5%: tỷ lệ cho phái nam là 85%, và tỷ lệ cho phái nữ là 83%. Tại Azhikode North, 10% dân số nhỏ hơn 6 tuổi.